# کهن‌چرخ‌آب
کهن‌چرخ‌آب درخشان (نام علمی: Palaeoaldrovanda splendens) نام یک گونه از خانواده ژاله‌پوشان است.